# Касоло (Пјаченца)
Касоло је насеље у Италији у округу Пјаченца, региону Емилија-Ромања.
Према процени из 2011. у насељу је живело 86 становника. Насеље се налази на надморској висини од 239 м.